# Starý Brázdim

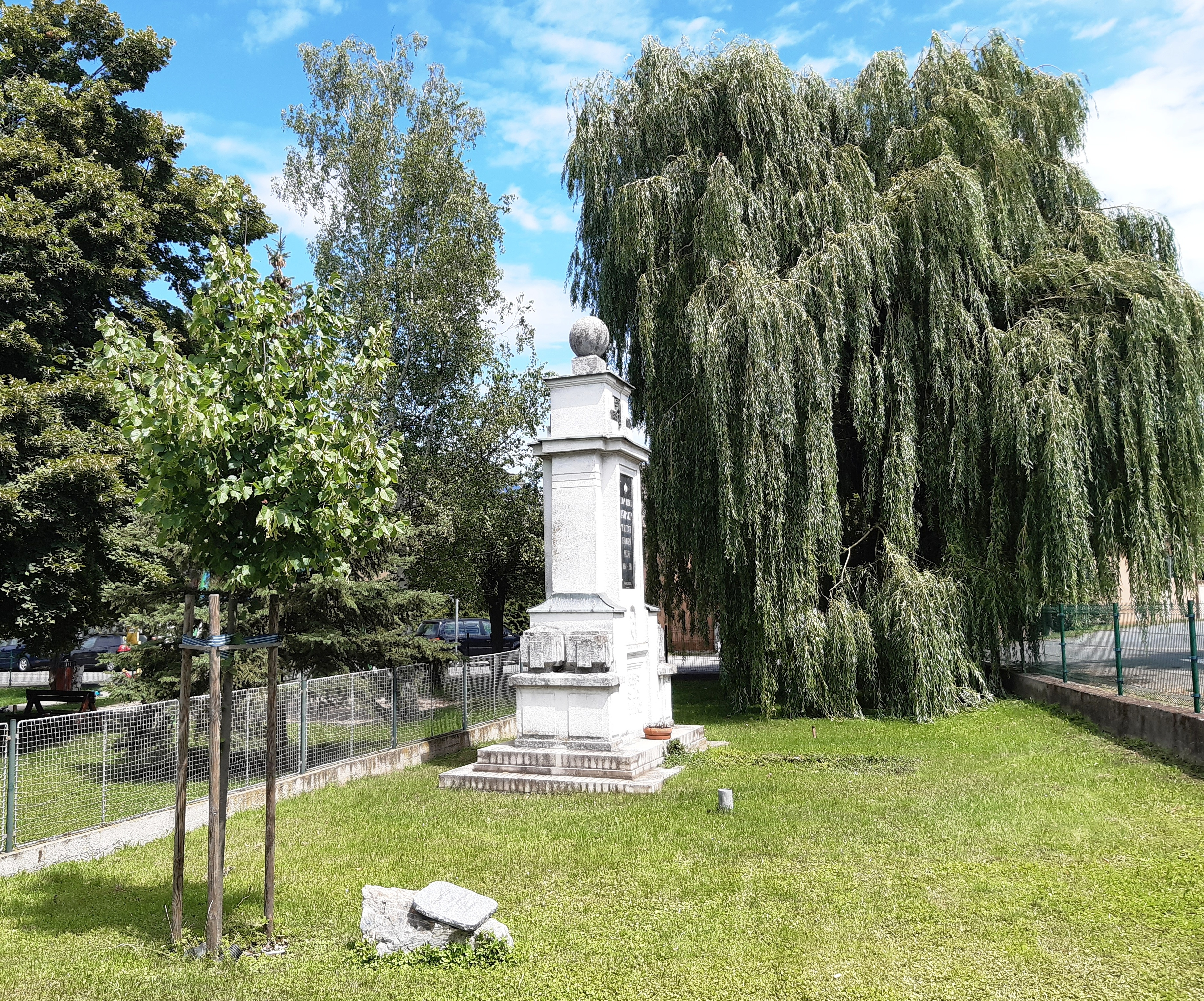
vrby a lípa památné stromy

Starý Brázdim, (něm. Altbrasdim), je součástí obce Brázdim v okrese Praha-východ. Leží ve východní části Brázdima. Je zde evidováno 78 adres.
V katastrálním území Brázdim leží i části obce Nový Brázdim a Veliký Brázdim.